# Amallectis anaxia
Amallectis anaxia är en fjärilsart som beskrevs av Gates Clarke 1968. Amallectis anaxia ingår i släktet Amallectis och familjen vecklare. Inga underarter finns listade i Catalogue of Life.